# Wilhelm Frick
Wilhelm Frick (Alsenz, 12 maart 1877 - Neurenberg, 16 oktober 1946) was een Duits nazipoliticus.
De jurist Frick behoorde tot de medestanders van Adolf Hitler van het eerste uur. Na de beruchte Bierkellerputsch van Hitler verloor hij zijn functie van politiechef in München vanwege zijn lidmaatschap van de NSDAP. Een jaar later werd hij voorzitter van de NSDAP-fractie in de Rijksdag.
In het eerste kabinet van Hitler werd Frick minister van binnenlandse zaken. Hij stelde op de belangrijke posten nazi-aanhangers aan. Tijdens de oorlog nam zijn belang af. Heinrich Himmler nam zijn ministerspost over en Frick werd benoemd tot Rijksprotector van Bohemen en Moravië (1943-1945).
Na de Tweede Wereldoorlog werd Wilhelm Frick tijdens het Proces van Neurenberg ter dood veroordeeld. Op 16 oktober, rond 2 uur 's morgens, werd hij geëxecuteerd. Het vonnis werd door ophanging ten uitvoer gebracht.
Adolf Hitler · Franz von Papen · Konstantin von Neurath · Joachim von Ribbentrop · Wilhelm Frick · Heinrich Himmler · Lutz Schwerin von Krosigk · Alfred Hugenberg · Kurt Schmitt · Hjalmar Schacht · Hermann Göring · Walther Funk · Franz Seldte · Franz Gürtner · Franz Schlegelberger · Otto Georg Thierack · Werner von Blomberg · Wilhelm Keitel · Freiherr von Eltz-Rübenach · Julius Heinrich Dorpmüller · Wilhelm Ohnesorge · Walther Darré · Herbert Backe · Joseph Goebbels · Bernhard Rust · Fritz Todt · Albert Speer · Alfred Rosenberg · Hanns Kerrl · Hermann Muhs · Otto Meißner · Hans Heinrich Lammers · Martin Bormann · Karl Hermann Frank · Rudolf Hess · Ernst Röhm · Paul Giesler
Martin Bormann · Karl Dönitz · Hans Frank · Wilhelm Frick · Hans Fritzsche · Walther Funk · Hermann Göring · Rudolf Hess · Alfred Jodl · Ernst Kaltenbrunner · Wilhelm Keitel · Gustav Krupp von Bohlen und Halbach · Robert Ley · Konstantin von Neurath · Franz von Papen · Erich Raeder · Joachim von Ribbentrop · Alfred Rosenberg · Fritz Sauckel · Hjalmar Schacht · Baldur von Schirach · Arthur Seyss-Inquart · Albert Speer · Julius Streicher
- Bibliothèque nationale de France: cb12344513g (data)
- Gemeinsame Normdatei: 119055201
- International Standard Name Identifier: 0000 0000 8139 7169
- Library of Congress Control Number: n92095728
- Nationale Bibliotheek van Tsjechië: xx0049586
- Nationale Bibliotheek van Israël: 987007261348405171
- Nationale Bibliotheek van Polen: a0000002238329
- Nederlandse Thesaurus van Auteursnamen: 071125817
- SNAC: w61z5csj
- Système universitaire de documentation: 032409850
- Virtual International Authority File: 59885738
- WorldCat: E39PBJqfHTccKtCRcY8Xv8MHG3